# Mastodonte-americano

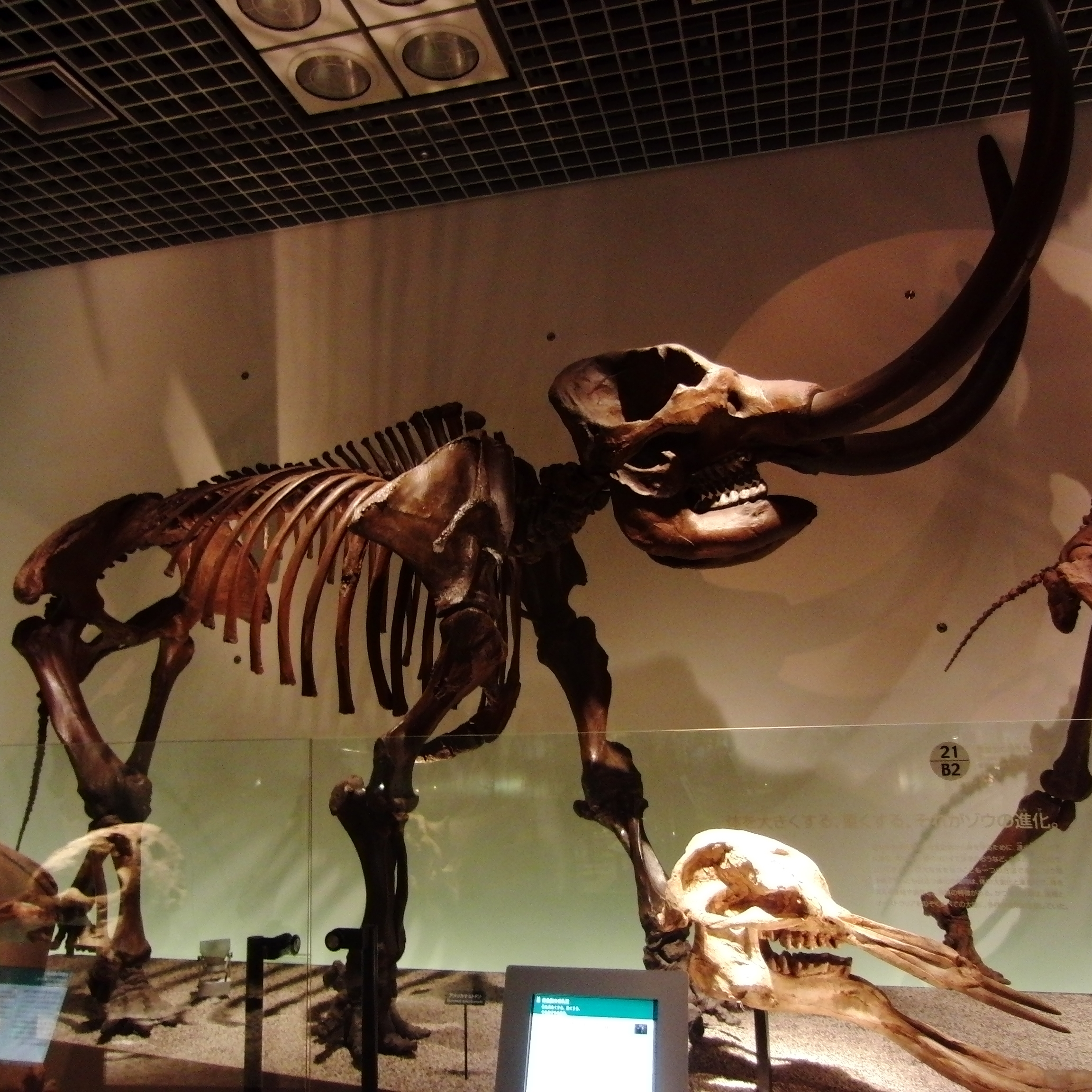
Esqueleto de um mastodonte exposto no Museu Nacional de Ciência do Japão.

O Mastodonte-americano (Mammut americanus) é possivelmente a maior espécie de mastodonte. Ele habitou a América durante o Pleistoceno.
1. ↑  Haynes, Gary, ed. (2009). «American Megafaunal Extinctions at the End of the Pleistocene». Vertebrate Paleobiology and Paleoanthropology (em inglês). ISSN 1877-9077. doi:10.1007/978-1-4020-8793-6. Consultado em 31 de março de 2025